# Kalyna Roberge
Kalyna Roberge (ur. 1 października 1986) – kanadyjska łyżwiarka szybka, specjalizująca się w short tracku. Dwukrotna srebrna medalistka olimpijska.
Igrzyska w 2006 były jej pierwszą olimpiadą. Zajęła czwarte miejsce na dystansie 500 metrów (w 2010 była szósta), a wspólnie z koleżankami zdobyła srebro w sztafecie. Cztery lata później ponownie była druga w tej konkurencji. Odnosiła sukcesy w rywalizacji juniorskiej, jest wielokrotną medalistką mistrzostw świata, w tym złotą (500 m w 2007, sztafeta w 2005).